# Suffolk punch
Suffolk Punch är en hästras som urskiljer sig i mängden med en djup rödaktig fuxfärg. Ordet punch i rasens namn hänvisar till en häst som är rund och lågställd. Den exporteras i stora mängder till USA och Pakistan där de används som remonter och för att avla mulor.

## Historia
Suffolk Punchhästens tidigaste ursprung är relativt okänd men forskning och DNA-tester har visat att rasen delar sina blodslinjer med Shirehästen med den gemensamma förfadern Destrierhästen som även kallades "The Great Horse" (Den stora hästen). Destrierhästarna var oumbärliga och oövervinnerliga stridshästar som även användes vid torneringar redan under medeltiden. Dessa stora hästar hade sitt ursprung i den förhistoriska Skogshästen som levde i Europa sedan långt innan den senaste istiden. 
William Camden skrev i sin krönika "Britannia" (utgiven 1586) att suffolkhästar hade funnits i över 80 år, sedan början av 1500-talet. Detta var dock bara den ena delen av Suffok Punchens föregångare, en kallblodshäst baserad på Norfolktravaren. Den andra förfadern till rasen var en enda hingst vid namn Thomas Crisp's Horse of Ufford. Ufford var troligtvis en felskrivning eftersom familjen Crisp bodde i Orford. Denna hingst lånades ut till avel över hela countyt och han var en kort, rundmagad, fuxfärgad hingst. Familjen Crisp annonserade ut honom som den perfekta hingsten om man ville ha kör- och vagnshästar. Den speciella färgen skulle dock komma från en annan stamhingst vid namn Blakes Farmer som föddes 1760. Han var en liten Norfolktravare med en djup röd flaxfuxfärg. 
Mellan 1759 och 1803 fick Barnthorpfamiljen tillång till en hel del land i Wilfordområdet där de bland annat hade hästuppfödning. Med en bas på ättlingar till Ufford och inhemska hästar avlade man fram djupt röda fuxfärgade hästar som utmärkte sig som både körhästar och inom jordbruket. Efter ett tag anlade man ett utbildningscenter och 1886 blev centret en officiell privat högskola med utbildning inom jordbruk och hästskötsel där man både avlade och utbildade Suffolk Punchhästarna. Högskolan såldes till Joseph Fels 1905 och blev istället en jordbrukskoloni för arbetslösa i London där de fick ett eget hus, en bit land och en Suffolk Punch-häst för att lära sig att bli självförsörjande. 
1877 bildades Suffolk Horse Society i Woodbridge och den första sekreteraren, Herman Biddell, sammanställde rasens första stambok, även innan föreningen startade. Den skrevs på enbart 20 år och var otroligt detaljerad när den publicerades då Herman hade tillbringat hela 2 år på att spåra stamtavlorna till varenda Suffolkhäst som levde under den tiden. I boken fanns hela historien om rasen, register på alla 1230 hingstar och 1120 ston som ingick i aveln och även listor över premierade hästar från 1840 och en rasstandard som gäller än idag. Det första stoet som registrerades var Sinart 2279 som föddes 1880 och föddes upp av en ättling till Barnthorpfamiljen, John Barnthorp. Under den här tiden döptes hästarna efter olika avdelningar som arbete med högskolan, oftast namn på platser t.ex. Winnipeg, Calgary och Rhodesia. Idag namnges hästarna efter en speciell bokstav som gäller för det året de föds så alla hästar som föds samma år har samma begynnelsebokstav i namnet. 
Förr i tiden prövade man rasen på marknaderna i Suffolk genom att spänna dem framför fallna träd. Hästen behövde inte lyckas dra undan trädet utan klarade provet om den tog i så mycket att den nästan tvingades ner på knä. Ett annat prov var att rygga hästen, dvs backa den, även om det egentligen inte behövdes till det jordbruk som man använde den till men man ansåg att det var viktigt för att kunna marknadsföra hästarna i städerna och som körhästar.
Det dröjde dock ända fram till slutet av 1800-talet innan de första Suffolk Punchhästarna skulle exporteras utanför England vilket ökade populariteten för hästen. De exporterades till Amerika, Tyskland och Ryssland där de användes för att dra tungt artilleri. En del hästar skeppades även över till de brittiska kolonierna där de anpassade sig till hetare och mer tropiskt klimat.
Efter Andra världskriget och den efterföljande mekaniseringen fick nästan alla världens kallblodshästar lida ett kraftigt nederlag. Efterfrågan på mat ökade så mycket att jordbruken ersatte tyngre hästar med maskiner och traktorer. De större stuterierna tvingades dra ner kraftigt på aveln och göra sig av med nästan alla sina hästar. De enda köparna till rasen var nu slaktarna som tjänade på den ökade marknaden för mat. 1966 var rasen nära att dö ut när bara 9 föl föddes det året. Lokala uppfödare satsade på att försöka rädda rasen och antalet hästar ökar långsamt. Föreningen Suffolk Horse Society jobbar på att få upp antalet genom att erbjuda premier och belöningar för en rad olika åstadkommanden som t.ex. om man avlar med listade hingstar, om man ställer ut sina hästar i de årliga showerna för rasen och om man registrerar ett rastypat föl. Störst premier får man om man jobbar på att bevara Suffolk Punchens talanger för jordbruksarbete och då speciellt plöjning.

## Egenskaper

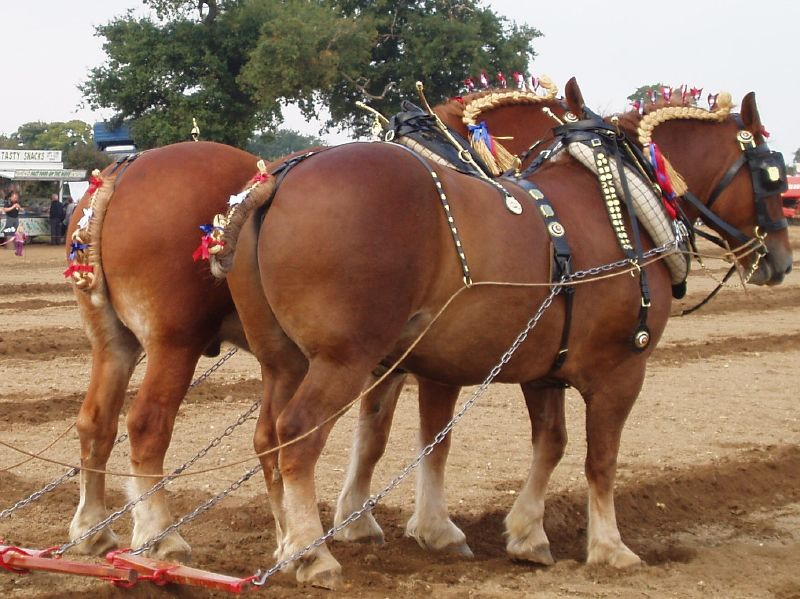
Uppfödare och ägare av Suffolk Punchhästar har ett eget och mycket unikt sätt att fläta hästarnas svansar på och detta görs på uppvisningar och tävlingar.

Suffolk Punch Horse Society har en rad punkter som måste stämma in på en äkta Suffolk Punch. Man tillåter 7 nyanser av fuxfärgen från en blek orange, nästan gul färg som kallas citron till en djupt, mörk mahognyfärg. Idealet är dock en djup, nästan röd färg med ljusare partier på flankerna som kallas ljus fux. Flaxfuxar, dvs med lingul man och svans istället för tagel i samma färg som pälsen, finns oftast hos de ljusare färgerna. 
Rasen är trots sin storlek billig i drift och den mognar tidigt och lever länge. Rasen är dessutom populär då den har lite hovskägg så att den skulle kunna jobba i lera utan att det fanns risk för mugg eller andra åkommor. Suffolk Punchen har avlats fram speciellt för sin talang inom plöjning och föreningen håller varje år mästerskap i plöjning för Suffolk Punchhästar och deras ägare.
Suffolk Punchen gillas också för sina gångarter som inte är typiska för andra kallblodshästar. Deras framben sitter brett isär vilket ger energi i skritten och en rytmisk trav. Även hovarna är utmärkta hos hästarna. Efter flera år med dåliga hovar lyckades uppfödarna avla bort detta så pass att deras hovar var bland de bästa hos alla kallblodshästar. På utställningar testas hovarna med en hammare av domare som är utbildade hovslagare. På utställningar flätas man och svans och hästarna pryds med utsmyckade betsel och seldon. Suffolk Punchuppfödare har ett eget unikt sätt att dekorera svansarna på. 